# Louisiana Army National Guard
La Louisiana Army National Guard è una componente della Riserva militare della Louisiana National Guard, inquadrata sotto la U.S. National Guard. Il suo quartier generale è situato presso la città di New Orleans.

## Organizzazione
Attualmente, al 2022, sono attivi i seguenti reparti :

### Joint Forces Headquarters
- JFHQ, Army Element
- Medical Detachment
- Recruiting & Retention Battalion
- 62nd Civil Support Team (WMD)

### 225th Engineer Brigade
- Headquarters & Headquarters Company - Camp Beauregard
- 205th Engineer Battalion
  -   Headquarters & Headquarters Company - Bogalusa
  -  Forward Support Company - Bogalusa
  -  843rd Engineer Company (-)  (Horizontal Construction) - Franklinton
    - Detachment 1 - Covington

  -  1021st Engineer Company (-) (Vertical Construction) - Covington
    - Detachment 1 - Independence
    - Detachment 2 - Gonzales

  -  2225th Engineer Company (-) (Multirole Bridge) - Marrero
    - Detachment 1 - Slidell
- 527th Engineer Battalion
  -  Headquarters & Headquarters Company - Ruston
  -  Forward Support Company - Ruston
  -  844th Engineer Company (Horizontal Construction)
  -  1020th Engineer Company (-) (Vertical Construction) - Marksville
    - Detachment 1 - Pineville

  -  1022nd Engineer Company (-) (Vertical Construction) - West Monroe
    - Detachment 1 - Ruston
    - Detachment 2 - Bossier City
- 528th Engineer Battalion
  -  Headquarters & Headquarters Company - Monroe
  -  Forward Support Company - Monroe
  -  921st Engineer Company (Horizontal Construction) - Winnsboro
    - 830th Engineer Team (Concrete) - Monroe
    - 832nd Engineer Team (Asphalt) - Plaquemine

  -  1023rd Engineer Company (Vertical Construction) - Bastrop
- 922nd Engineer Company (-) (Horizontal Construction) - Gonzales
  - Detachment 1 - Baton rouge
- 926th Engineer Company (Mobility Augmentation) - Baton Rouge
- 927th Engineer Company (Sapper) - Baton Rouge

### 256th Infantry Brigade Combat Team
- Headquarters & Headquarters Company - Lafayette
- 2nd Battalion, 156th Infantry Regiment
  -  Headquarters & Headquarters Company (-) - Abbeville
    - Detachment 1 - Jeanerette

  -  Company A (-) - Breaux Bridge
    - Detachment 1 - Plaquemine

  -  Company B (-) - New Iberia
    - Detachment 1 - Franklin

  -  Company C - Houma
  -  Company D (Weapons) - Thibodaux
- 3rd Battalion, 156th Infantry Regiment
  -  Headquarters & Headquarters Company - Lake Charles
  -  Company A (-) - Fort Polk
    - Detachment 1 - DeRidder

  -  Company B (-) - Pineville
    - Detachment 1 - Baton Rouge

  -  Company C (-) - Crowley
    - Detachment 1 - New Orleans

  -  Company D (Weapons) - Opelousas
- 1st Battalion, 173rd Infantry Regiment, Alabama Army National Guard
- 2nd Squadron, 108th Cavalry Regiment
  -  Headquarters & Headquarters Troop - Shreveport
  -  Troop A - Natchitoches
  -  Troop B - Shreveport
  -  Troop C - Chousatta
- 1st Battalion, 141st Field Artillery Regiment
  -  Headquarters & Headquarters Battery - New Orleans
  -  Battery A - New Orleans
  -  Battery B - New Orleans
  -  Battery C - New Orleans
- 769th Brigade Engineer Battalion
  -  Headquarters & Headquarters Company - Baton Rouge
  -  Company A - New Roads
  -  Company B - Napoleonville
  -  Company C (Signal) - Lafayette
  -  Company D (-) (Military Intelligence) - Lafayette
    - Detachment 1 (TUAS) - Fort Polk
- 199th Brigade Support Battalion
  -  Headquarters & Headquarters Company - Alexandria
  -  Company A (DISTRO) - Colfax
  -  Company B (Maint) - Alexandria
  -  Company C (MED) - St.Martinville
  -  Company D (Forward Support) (Aggregata al 2nd Squadron, 108th Cavalry Regiment) - Shreveport
  -  Company E (Forward Support) (Aggregata al 769th Brigade Engineer Battalion) - Baton Rouge
  -  Company F (Forward Support) (Aggregata al 1st Battalion, 141st Field Artillery Regiment) - New Orleans
  -  Company G (Forward Support) (Aggregata al 2nd Battalion, 156th Infantry Regiment) - Jeanerette
  -  Company H (Forward Support) (Aggregata al 3rd Battalion, 156th Infantry Regiment) - Dequincy
  - Company I - Alabama Army National Guard

### 61st Troop Command
- Headquarters & Headquarters Company
- 241st Mobile Public Affairs Detachment
- 178th Cyber Protection Team

### 139th Regional Support Group
- Headquarters & Headquarters Company
- 156th Army Band
- 165th Combat Sustainment Support Battalion
  -  Headquarters & Headquarters Company
  -  1083rd Transportation Company (-) (Light-Medium Truck) - Minden
    - Detachment 1

  -  1084th Transportation Company (Medium Truck, Cargo) - Reserve
  -  1086th Transportation Company (-) (Medium Truck, PLS) - Bunkie
    - Detachment 1 - Vidalia
    - Detachment 2 - Ville Platte

  -  1087th Transportation Company (-) (Light-Medium Truck) - Jena
    - Detachment 1 - Jonesville
- 773rd Military Police  Battalion
  -  Headquarters & Headquarters Company
  -  39th Military Police Company (-)
    - Detachment 1

  -  239th Military Police Company 
    - Detachment 1

  -  2228th Military Police Company (-)
    - Detachment 1
- 415th Military Intelligence Battalion (Interrogation)
  -  Headquarters & Headquarters Company
  -  Company A (-)
    - Detachment 1

  -  Company B (-)
    - Detachment 1

  -  756th Area Support Medical Company
  -  Company B (-), 136th Expeditionary Signal Battalion
    - Detachment 1

  -  3673rd Maintenance Company (-)
    - Detachment 1

### State Aviation Command
- Headquarters & Headquarters Company
- Aviation Support Facility #1 - Hammond Northshore Regional Airport
- Aviation Support Facility #2 - Esler Regional Airport, Pineville
- 1st Battalion, 244th Aviation Regiment (Assault Helicopter), sotto il controllo operativo della 449th Theater Aviation Brigade, North Carolina Army National Guard
  -  Headquarters & Headquarters Company
  -  Company A - Equipaggiata con 10 UH-60L 
  -  Company B - Equipaggiata con 10 UH-60L 
  - Company C - Oklahoma Army National Guard
  -   Company D (-) (AVUM)
  -   Company E (-) (Forward Support)
- Detachment 1, Company D, 2nd Battalion, 151st Aviation Regiment (Service & Support) - Equipaggiato con 4 UH-72A
- Detachment 1, Company C, 1st Battalion, 114th Aviation Regiment (Service & Support) - Equipaggiato con 4 UH-72A
- Company G (-) (MEDEVAC), 2nd Battalion, 238th Aviation Regiment (General Support) - Hammond - Equipaggiata con 4 HH-60L
- Company F (ATS), 1st Battalion, 169th Aviation Regiment (General Support)
- Company F (ATS), 1st Battalion, 171st Aviation Regiment (General Support)
- Detachment 7, Company A, 2nd Battalion, 641st Aviation Regiment (Fixed Wings) - Equipaggiato con 1 C-12U
- Detachment 38, Operational Support Airlift Command
- Detachment 2, Company B (AVIM), 834th Aviation Support Battalion

#### 204th Theater Airfield Operations Group
- Headquarters & Headquarters Company
- 2nd Battalion, 244th Aviation Regiment (Airfield Operations)
  -   Headquarters & Headquarters Company
  -  Airfield Management Element
  -  Company A (ATS)
- 1st Battalion, 107th Aviation Regiment (Airfield Operations) - Tennessee Army National Guard
- 2nd Battalion, 185th Aviation Regiment (Airfield Operations) - Mississippi Army National Guard
- 2nd Battalion, 211th Aviation Regiment (Airfield Operations) - Florida Army National Guard
- 1st Battalion, 245th Aviation Regiment (Airfield Operations) - Oklahoma Army National Guard